# Michelle Buteau
Michelle Buteau (New Jersey, 24 juli 1977) is een Amerikaanse stand-upcomedian, actrice, televisiepresentator, filmproducent en podcastpresentator.

## Biografie

### Jonge jaren
Buteau werd geboren in New Jersey als dochter van een Haïtiaanse vader van gedeeltelijk Libanese afkomst en een Jamaicaanse moeder van gedeeltelijke Franse afkomst. Ze studeerde aan de Florida International University en overwoog een carrière in de journalistiek voordat ze de komedie in ging.

### Carrière
Buteau begon in september 2001 met komedie-optredens. Na vijf jaar als stand-upcomedian kreeg Buteau haar eerste televisiespot op Comedy Central. In 2017 werd Buteau door het tijdschrift Esquire vermeld als een van de tien komieken om naar uit te kijken.
In 2011 had ze een eerste televisierol in de sitcom Whitney. In 2018 begon Buteau met het hosten van de Late Night When! podcast, die door Time werd bestempeld als "een van de beste podcasts van 2018 tot nu toe". Buteau maakte ook deel uit van The Comedy Lineup op Netflix, waar opkomende cabaretiers stand-upsets van 15 minuten kregen. In 2020 begon Buteau met het presenteren van The Circle, een realityserie op Netflix.
In 2019 speelde ze mee in vier speelfilms, Someone Great, Isn't It Romantic, Sell By en Always Be My Maybe. Haar "comedy-special" Michelle Buteau: Welcome to Buteaupia won in 2021 de Critics' Choice Television Award voor Best Comedy Special. In 2024 speelde ze de hoofdrol naast Ilana Glazer in de speelfilm Babes.
In 2020 publiceerde Buteau haar eerste boek, een verzameling persoonlijke essays met de titel Survival of the Thickest. Samen met Danielle Sanchez-Witzel creëerde ze de tv-adaptatie van de memoires die op 13 juli 2023 in première ging op Netflix.

### Persoonlijk leven
Buteau huwde in 2010 met de Nederlandse fotograaf Gijs van der Most en ze zijn sinds januari 2019 de ouders van een tweeling.

## Filmografie

### Films
- 2024: Babes - Dawn
- 2022: Marry Me - Melissa
- 2022 Moonshot - Captain Tarter
- 2022: Crush - Principal Collins
- 2022: Clerks III - Lisa
- 2020: Work It - Veronica Ramirez
- 2020: Happiest Season - Trudy
- 2020: The Stand In - Ingrid
- 2019: Isn't It Romantic - Martina
- 2019: Almost Love - Cammy
- 2019: Someone Great - Cynthia
- 2019: Always Be My Maybe - Veronica

### Televisie
- 2023: Survival of the Thickest - Mavis Beaumont
- 2022: Zootopia+ - Tru-Tru (stem)
- 2021-2023: Weekend Getaway With Michelle Buteau - zichzelf
- 2021: The American Barbecue Showdown - presentator
- 2021–2022: Awkwafina Is Nora from Queens -  Margaret
- 2021: Rick and Morty -  The Sperm Queen (stem)
- 2020: Michelle Buteau: Welcome to Buteaupia - Stand-up special
- 2020–heden: The Circle - presentator
- 2019–2020: Bless the Harts - Linda / Michelle (stem)
- 2019: Laff Mobb's Laff Tracks - zichzelf
- 2019–heden: First Wives Club - Bree Washington
- 2019: Tales of the City - Wrenita Butler
- 2019: Russian Doll
- 2018: 2 Dope Queens - zichzelf
- 2017: The Tick - Beck
- 2016: Broad City
- 2015: The Jim Gaffigan Show - Amelia
- 2014: Enlisted - Private Robinson
- 2013: China, IL - Wendeloquence / Mrs. Falgot
- 2012–2013: Key and Peele - vrouw, vriendin
- 2011: Whitney

## Prijzen en nominaties
De belangrijkste:
| Jaar | Prijs                            | Categorie           | Werk                                  | Uitslag  |
| ---- | -------------------------------- | ------------------- | ------------------------------------- | -------- |
| 2021 | Critics' Choice Television Award | Best Comedy Special | Michelle Buteau: Welcome to Buteaupia | Gewonnen |